# Obrońcy Rygi
Obrońcy Rygi (łot. Rīgas sargi) – łotewski dramat historyczny z 2007 roku opisujący prawdziwe wydarzenia z obrony Rygi w listopadzie 1919 roku przed połączonymi siłami oddziałów niemieckich gen. von der Goltza i rosyjskich Bermondta-Awałowa, dążącymi do zniszczenia młodego państwa łotewskiego. Film, który był najdroższą produkcją kinematografii łotewskiej (budżet przekroczył 2 miliony łatów), reżyserował Aigars Grauba.

## Obsada
- Jānis Reinis jako Mārtiņš
- Elita Kļaviņa jako Elza
- Ģirts Krūmiņš jako Pavel Bermondt
- Romualds Ancāns jako Rüdiger von der Goltz
- Indra Briķe jako hrabina
- Vilis Daudziņš jako Paulis
- Uldis Dumpis jako pastor
- Kęstutis Jakštas jako premier Kārlis Ulmanis
- Andris Keišs jako Ernests Savickis
- Ģirts Ķesteris jako Arnolds
- Artūrs Skrastiņš jako Jēkabs
- Agris Māsēns jako Augusts Savickis.

## Opis fabuły
Latem 1915 roku mieszkający na przedmieściu Rygi Mārtiņš (Jānis Reinis) i Elza (Elita Kļaviņa) mają się pobrać, ale do kościoła wpada spóźniony pan młody i ogłasza, że pozwolono na tworzenie oddziałów strzelców łotewskich i wzywa młodych mężczyzn do wstępowania do wojska. Do ślubu nie dochodzi, a Mārtiņš trafia na front na niemal 4 lata. Utrzymuje jednak z Elzą kontakt listowny. Podczas wojny Elza wraz ze swą przyjaciółką Anną zakładają niewielki zakład krawiecki by zarobić na utrzymanie. W listopadzie 1918 roku Łotwa ogłasza niepodległość, lecz kiedy latem 1919 roku Mārtiņš powraca w końcu do domu, jego ojczyzna nadal nie jest uznawana przez inne kraje, a na dodatek na jej terytorium stacjonują jednostki okupacyjnych wojsk niemieckich oraz „białych” Rosjan, którzy uzyskali zgodę aliantów na stacjonowanie na terytorium Łotwy w celu walki przeciw bolszewikom, którzy nieustannie zagrażają młodemu i słabemu państwu łotewskiemu. 
Oddziały niemieckiego generała von der Goltza (Romualds Ancāns) i rosyjskiego pułkownika Bermondta (Ģirts Krūmiņš), pozornie sprzymierzone z aliantami i władzami łotewskimi do walki z bolszewikami, nie zamierzają jednak wspierać Łotyszy, ale każdy z nich ma swoje ukryte cele: Niemcy chcą wykorzystać Rosjan do podboju Łotwy, którą zamierzają skolonizować, natomiast Rosjanie chcą ich wykorzystać do utrzymania Łotwy w granicach przyszłej „białej” Rosji. Na pytanie skierowane do von der Goltza czym opłaci swoich żołnierzy, Niemiec odpowiada, że każdy z nich otrzyma nadanie ziemi na Łotwie. Po czym pokazana jest bardzo sugestywna scena, która zdradza niemieckie plany kolonizacyjne w stosunku do Łotwy: żołnierze niemieccy dokonują pomiaru dzielonej między siebie ziemi, a na pierwszym planie widzimy zwłoki wymordowanej przez nich rodziny łotewskich chłopów, którym ziemię tę zabrali. 
W celu obalenia rządu łotewskiego von der Goltz i Bermondt planują zajęcie Rygi pod pozorem przemarszu przez miasto w drodze na front walki z bolszewikami. W celu uzyskania pretekstu do uderzenia na miasto snują intrygę, mając nadzieję, iż rząd łotewski odmówi im pozwolenia na wejście do miasta i da tym samym pretekst do rozpoczęcia wojny. Rząd łotewski pod kierunkiem Kārlisa Ulmanisa (Kęstutis Jakštas), trafnie odgaduje zamiary fałszywych sojuszników, i odmawia pozwolenia na wejście ich wojsk do miasta. Odmowa, której oczekiwali von der Goltz i Bermondt, daje im upragniony pretekst do ataku na Rygę. Niemiecko-rosyjskie jednostki wyruszają z Kurlandii w stronę Rygi, by znienacka zaatakować stolicę młodego państwa.
Tymczasem spotkanie Mārtiņša z Elzą nie przebiega jak powinno: ich przyjaciele mają nadzieję na szybki ślub tych dwojga, po pięcioletniej rozłące, jednak oboje niedoszli małżonkowie nie czują do siebie dawnej sympatii i ich spotkanie przebiega raczej w niezręcznej i dość chłodnej atmosferze. Jednak grono ich przyjaciół tego nie zauważa i organizuje wieczorek taneczny, na którym oznajmia młodej parze, że nazajutrz zarezerwowano dla nich kościół na uroczystość ślubną. Młodzi, zaskoczeni rozwojem sytuacji, zgadzają się pod presją przyjaciół na zawarcie małżeństwa. Następnego ranka, przed ślubem Mārtiņša i Elzy, na przedmieścia Rygi wkraczają Rosjanie, którzy mordują pastora (Uldis Dumpis) na schodach kościoła Lutra, a wieżę świątyni postanawiają wykorzystać do obserwacji oblężonej Rygi. Jednocześnie oddziały niemiecko-rosyjskie rozpoczynają niespodziewany szturm stolicy Łotwy. Mārtiņš, Elza, ich przyjaciele i inni mieszkańcy przedmieścia uciekają wprost z domu weselnego w stronę mostu na Dźwinie, oddzielającego ich od Rygi, a za nimi posuwają się jednostki wroga. Most zostaje zablokowany, a atak wroga tymczasowo powstrzymany.
Na wieść o najeździe niemiecko-rosyjskim w Rydze zapanowała apatia i brak wiary we własne zwycięstwo: zamożniejsi mieszkańcy opuszczają miasto, panuje chaos, zwątpienie i powszechne przekonanie o rychłym upadku młodej państwowości łotewskiej. Również Elza daje się ponieść ponuremu nastrojowi i wątpiąc we wspólną przyszłość z Mārtiņšem postanawia wyjechać z miasta. Tymczasem Mārtiņš zagrzewa swych rodaków do obrony stolicy i walki o zachowanie niepodległości Łotwy. Organizuje obronę miasta i odpiera pierwszy atak zdemoralizowanych oddziałów rosyjskich Bermondta. Von der Goltz jest wściekły na Bermondta, który wykazał się zupełnym brakiem umiejętności wojskowych i zarządza bombardowanie miasta. Samoloty niemieckie sieją terror wśród mieszkańców, a Rygę spowijają pożary. Na łonie rządu łotewskiego panuje rozdźwięk między premierem Kārlisem Ulmanisem, który pragnie walczyć, a jego ministrami, którzy chcą rokowań z wrogiem, by przede wszystkim zadbać o własne interesy po upadku państwa. 
Mārtiņš spotyka się z Ulmanisem i przekonuje go do swego planu wojennego, który polega na zorganizowaniu pozorowanego ataku łotewskiego na pozycje niemieckie przez most na Dźwinie, podczas gdy specjalna grupa ochotników miałaby się przeprawić przez rzekę pod osłoną nocy i zdobyć niemiecką artylerię, której użyto by do zniszczenia oddziałów wroga. Ulmanis zgadza się na ryzykowny plan. Mārtiņš obejmuje dowództwo na grupą żołnierzy i przeprawiwszy się na przedpola Rygi zdobywa niemieckie armaty pilnowane jedynie przez kilku wartowników, po czym od tyłu atakuje ogniem artyleryjskim siły niemiecko-rosyjskie szturmujące Rygę. Atak ten przypieczętowuje klęskę oddziałów niemiecko-rosyjskich, a Ryga zostaje uwolniona od oblężenia. Na pamiątkę zwycięstwa rząd łotewski ustanawia Order Lāčplēsisa i święto państwowe. Pośród odznaczonych orderem (który jest łotewskim odpowiednikiem polskiego Orderu Virtuti Militari) jest Mārtiņš i kilku jego przyjaciół. Podczas oblężenia Rygi do miasta wraca także Elza, która bierze udział w obronie Rygi, a po zwycięstwie wychodzi za mąż za Mārtiņša.